# Hominini
De Hominini zijn een geslachtengroep van de familie mensachtigen (Hominidae), die uit nog drie levende soorten bestaat. Tijdens het Mioceen, tussen zeven en vijf miljoen jaar geleden, ontstond een evolutionaire scheiding tussen de chimpansees (Pan) en de mensen (Homo). Uit onderzoek blijkt dat het DNA van Pan en Homo 98 tot bijna 99 procent identiek is.

## Taxonomie
- Geslachtengroep: Hominini (3 soorten)
  - Geslacht: Ardipithecus †, (White et al., 1995)
    - Soort: Ardipithecus kadabba †, (Haile-Selassie et al., 2001)
    -  Soort: Ardipithecus ramidus †, (White et al., 1994)

  - Geslacht: Australopithecus †, (Dart, 1925)
    - Soort: Australopithecus afarensis †, (Johanson & White, 1978)
    - Soort: Australopithecus africanus †, (Dart, 1925)
    - Soort: Australopithecus anamensis †, (M. Leakey, 1995)
    - Soort: Australopithecus bahrelghazali †, (Brunet et al., 1995)
    - Soort: Australopithecus deyiremeda †, (Haile-Selassie et al., 2015)
    - Soort: Australopithecus garhi †, (Asfaw et al., 1999)
    -  Soort: Australopithecus sediba †, (Berger et al., 2010)

  - Geslacht: Homo (Mensen), (Linnaeus, 1758) (1 soort)
    - Soort: Homo antecessor †, (Bermúdez de Castro et al., 1997)
    - Soort: Homo cepranensis (Ceprano-mens) †, (Mallegni et al., 2003)
    - Soort: Homo denisova (Denisova-mens) †
    - Soort: Homo erectus †, (Dubois, 1892)
      - Ondersoort: Homo erectus erectus †
      - Ondersoort: Homo erectus javanicus (Javamens) †
      - Ondersoort: Homo erectus lantianensis (Lantianmens) †
      - Ondersoort: Homo erectus meganthropus †
      - Ondersoort: Homo erectus nankinensis (Nanjingmens) †
      - Ondersoort: Homo erectus pekinensis (Pekingmens) †
      - Ondersoort: Homo erectus soloensis (Solo-mens) †
      - Ondersoort: Homo erectus tautavelensis (Tautavel-mens) †
      - Ondersoort: Homo erectus wushanensis (Wushanmens) †
      -  Ondersoort: Homo erectus yuanmouensis (Yuanmoumens) †

    - Soort: Homo ergaster †, (Groves & Mazak, 1975)
    - Soort: Homo floresiensis (Floresmens) †, (Brown et al., 2004)
    - Soort: Homo georgicus (Dmanisi-mens) †, (Vekua et al, 2002)
    - Soort: Homo habilis †, (Leakey et al., 1964)
    - Soort: Homo heidelbergensis (Heidelbergmens) †, (Schoetensack, 1908)
    - Soort: Homo helmei †
    - Soort: Homo naledi †
    - Soort: Homo neanderthalensis (Neanderthaler) †, (King, 1864)
    - Soort: Homo rhodesiensis (Rhodesiëmens) †, (Woodward, 1921)
    - Soort: Homo rudolfensis †, (Alexeev, 1986)
    -  Soort: Homo sapiens (Mens)

  - Geslacht: Kenyanthropus †, (Leakey et al., 2001)
    -  Soort: Kenyanthropus platyops †, (Leakey et al., 2001)

  - Geslacht: Pan (Chimpansees), (Oken, 1816) (2 soorten)
    - Soort: Pan paniscus (Bonobo of dwergchimpansee), (Schwarz, 1929)
    -  Soort: Pan troglodytes (Chimpansee), (Blumenbach, 1799)
      - Ondersoort: Pan troglodytes schweinfurthii
      - Ondersoort: Pan troglodytes troglodytes
      - Ondersoort: Pan troglodytes vellerosus
      -  Ondersoort: Pan troglodytes verus (West-Afrikaanse chimpansee) 

  - Geslacht: Paranthropus †, (Broom, 1938)
    - Soort: Paranthropus aethiopicus †, (Olson, 1985)
    - Soort: Paranthropus boisei †, (M. Leaky, 1959)
    -  Soort: Paranthropus robustus †, (Broom, 1938)

  - Geslacht: Praeanthropus †, (Senyurek, 1955)
    -  Soort: Praeanthropus tugenensis †, (Senut et al., 2001)

  -  Geslacht: Sahelanthropus †, (Brunet et al., 2002)
    -  Soort: Sahelanthropus tchadensis †, (Brunet et al., 2002)

## Indeling mensapen
|  | Sumatraanse orang-oetan (Pongo abelii) |
|  | |
|  | \| \| Tapanuli-orang-oetan (Pongo tapanuliensis) \| \| \| \| \| \| Borneose orang-oetan (Pongo pygmaeus), twee of drie ondersoorten \| \| \| \| |
|  | |
|  | Tapanuli-orang-oetan (Pongo tapanuliensis) |
|  | |
|  | Borneose orang-oetan (Pongo pygmaeus), twee of drie ondersoorten                                                                                |
|  | |

|  | Tapanuli-orang-oetan (Pongo tapanuliensis)                       |
|  |                                                                  |
|  | Borneose orang-oetan (Pongo pygmaeus), twee of drie ondersoorten |
|  |                                                                  |

|  | westelijke laaglandgorilla |
|  |                            |
|  | Cross Rivergorilla         |
|  |                            |

|  | oostelijke laaglandgorilla |
|  |                            |
|  | berggorilla                |
|  |                            |

|  | westelijke laaglandgorilla |
|  |                            |
|  | Cross Rivergorilla         |
|  |                            |

|  | oostelijke laaglandgorilla |
|  |                            |
|  | berggorilla                |
|  |                            |

| Chimpansees (Pan) | \| \| chimpansee (Pan troglodytes) \| \| \| \| \| \| bonobo of dwergchimpansee (Pan paniscus) \| \| \| \| |
|                   | \| \| chimpansee (Pan troglodytes) \| \| \| \| \| \| bonobo of dwergchimpansee (Pan paniscus) \| \| \| \| |
| Mensen (Homo)     | Mens (Homo sapiens)                                                                                       |
|                   | Mens (Homo sapiens)                                                                                       |
|                   | chimpansee (Pan troglodytes)                                                                              |
|                   | |
|                   | bonobo of dwergchimpansee (Pan paniscus)                                                                  |
|                   | |

|  | chimpansee (Pan troglodytes)             |
|  |                                          |
|  | bonobo of dwergchimpansee (Pan paniscus) |
|  |                                          |

|  | westelijke laaglandgorilla |
|  |                            |
|  | Cross Rivergorilla         |
|  |                            |

|  | oostelijke laaglandgorilla |
|  |                            |
|  | berggorilla                |
|  |                            |

|  | westelijke laaglandgorilla |
|  |                            |
|  | Cross Rivergorilla         |
|  |                            |

|  | oostelijke laaglandgorilla |
|  |                            |
|  | berggorilla                |
|  |                            |

| Chimpansees (Pan) | \| \| chimpansee (Pan troglodytes) \| \| \| \| \| \| bonobo of dwergchimpansee (Pan paniscus) \| \| \| \| |
|                   | \| \| chimpansee (Pan troglodytes) \| \| \| \| \| \| bonobo of dwergchimpansee (Pan paniscus) \| \| \| \| |
| Mensen (Homo)     | Mens (Homo sapiens)                                                                                       |
|                   | Mens (Homo sapiens)                                                                                       |
|                   | chimpansee (Pan troglodytes)                                                                              |
|                   | |
|                   | bonobo of dwergchimpansee (Pan paniscus)                                                                  |
|                   | |

|  | chimpansee (Pan troglodytes)             |
|  |                                          |
|  | bonobo of dwergchimpansee (Pan paniscus) |
|  |                                          |

|  | Sumatraanse orang-oetan (Pongo abelii) |
|  | |
|  | \| \| Tapanuli-orang-oetan (Pongo tapanuliensis) \| \| \| \| \| \| Borneose orang-oetan (Pongo pygmaeus), twee of drie ondersoorten \| \| \| \| |
|  | |
|  | Tapanuli-orang-oetan (Pongo tapanuliensis) |
|  | |
|  | Borneose orang-oetan (Pongo pygmaeus), twee of drie ondersoorten                                                                                |
|  | |

|  | Tapanuli-orang-oetan (Pongo tapanuliensis)                       |
|  |                                                                  |
|  | Borneose orang-oetan (Pongo pygmaeus), twee of drie ondersoorten |
|  |                                                                  |

|  | westelijke laaglandgorilla |
|  |                            |
|  | Cross Rivergorilla         |
|  |                            |

|  | oostelijke laaglandgorilla |
|  |                            |
|  | berggorilla                |
|  |                            |

|  | westelijke laaglandgorilla |
|  |                            |
|  | Cross Rivergorilla         |
|  |                            |

|  | oostelijke laaglandgorilla |
|  |                            |
|  | berggorilla                |
|  |                            |

| Chimpansees (Pan) | \| \| chimpansee (Pan troglodytes) \| \| \| \| \| \| bonobo of dwergchimpansee (Pan paniscus) \| \| \| \| |
|                   | \| \| chimpansee (Pan troglodytes) \| \| \| \| \| \| bonobo of dwergchimpansee (Pan paniscus) \| \| \| \| |
| Mensen (Homo)     | Mens (Homo sapiens)                                                                                       |
|                   | Mens (Homo sapiens)                                                                                       |
|                   | chimpansee (Pan troglodytes)                                                                              |
|                   | |
|                   | bonobo of dwergchimpansee (Pan paniscus)                                                                  |
|                   | |

|  | chimpansee (Pan troglodytes)             |
|  |                                          |
|  | bonobo of dwergchimpansee (Pan paniscus) |
|  |                                          |

|  | westelijke laaglandgorilla |
|  |                            |
|  | Cross Rivergorilla         |
|  |                            |

|  | oostelijke laaglandgorilla |
|  |                            |
|  | berggorilla                |
|  |                            |

|  | westelijke laaglandgorilla |
|  |                            |
|  | Cross Rivergorilla         |
|  |                            |

|  | oostelijke laaglandgorilla |
|  |                            |
|  | berggorilla                |
|  |                            |

| Chimpansees (Pan) | \| \| chimpansee (Pan troglodytes) \| \| \| \| \| \| bonobo of dwergchimpansee (Pan paniscus) \| \| \| \| |
|                   | \| \| chimpansee (Pan troglodytes) \| \| \| \| \| \| bonobo of dwergchimpansee (Pan paniscus) \| \| \| \| |
| Mensen (Homo)     | Mens (Homo sapiens)                                                                                       |
|                   | Mens (Homo sapiens)                                                                                       |
|                   | chimpansee (Pan troglodytes)                                                                              |
|                   | |
|                   | bonobo of dwergchimpansee (Pan paniscus)                                                                  |
|                   | |

|  | chimpansee (Pan troglodytes)             |
|  |                                          |
|  | bonobo of dwergchimpansee (Pan paniscus) |
|  |                                          |